# باتريك سويني
باتريك سويني (بالإنجليزية: Patrick John Sweeney)‏ هو مدرب تجديف بريطاني، ولد في 12 أغسطس 1952.

## وصلات خارجية
- باتريك سويني على موقع الاتحاد الدولي للتجديف (الإنجليزية)
- باتريك سويني على موقع اللجنة الأولمبية الدولية (الإنجليزية)
- باتريك سويني على موقع أوليمبيديا (الإنجليزية)
- باتريك سويني على موقع اللجنة الأولمبية البريطانية (الإنجليزية)